# کلبر جیاکومنس د سوزا فریتاس
کلبر جیاکومازی د سوزا فریتاس (پرتغالی: Kléber Giacomazzi de Souza Freitas؛ زادهٔ ۱۲ اوت ۱۹۸۳) که با نام کلبر شناخته می‌شود، بازیکن فوتبال اهل برزیل است.
از باشگاه‌هایی که در آن بازی کرده‌است می‌توان به سائو پائولو، دینامو کیف، پالمیراس، کروزیرو، گرمیو، واسکو دوگاما و کوریتیبا اشاره کرد.